# فرودگاه شهرستان جکسن (تگزاس)
فرودگاه شهرستان جکسن (تگزاس) (به انگلیسی: Jackson County Airport (Texas)) یک فرودگاه همگانی بهره‌برداری هوایی است که یک باند فرود آسفالت دارد و طول باند آن ۱۰۳۴ متر است. این فرودگاه در شهر ادنا، تگزاس کشور ایالات متحده آمریکا قرار دارد و در ارتفاع ۱۹ متری از سطح دریا واقع شده‌است.